# Manoir de la Sagerie
Cet article possède un paronyme, voir Manoir de la Singerie.
Le manoir de la Sagerie est un manoir situé à Saint-Avertin (Indre-et-Loire). 

## Historique
En 1577, la Sagerie était propriété de Jean Joret. En 1620, Jornet, sieur de la Sagerie, est chanoine prébendé de l'église de Tours.
Il est acquis en 1645 par Claude Fouquet, bourgeois de Tours. Son fils, Mathurin Fouquet, conseiller du roi, trésorier de France et grand voyer en la généralité de Tours, marié à Madeleine Pallu (petite-fille du maire de Tours Étienne Pallu), en hérite. Il passe ensuite par héritage à leur fille Madeleine Fouquet de La Sagerie, épouse de Jacques Normand de La Place, lieutenant général de la police et subdélégué général à l'intendance de la généralité de Tours, puis à Anne Le Normand de La Place, épouse de François de Jaucourt, chevalier de l'ordre de Saint-Louis.
En 1797, le domaine de la Sagerie est acquis par Gentien Rangeard de La Germonière, contrôleur de la Marine puis conseiller général d'Indre-et-Loire, et son épouse Madeleine Benoist de La Grandière (fille du maire Étienne Benoist de La Grandière). À la suite du décès de M. de La Germonière en 1820, la Sagerie passe à ses enfants, dont Louis-Hippolyte Rangeard de La Germonière. La terre de la Sagerie s'étend alors sur les communes de Saint-Avertin, Joué-lès-Tours, Chambray et Saint-Étienne, comprenant le domaine principal, ainsi que plusieurs closeries, fermes et dépendances.
Catherine-Rosalie Girard de Deffend, veuve de Louis-Augustin de La Porte du Theil, rachète la manoir de la Sagerie en 1835. À sa mort en 1852, son fils Paul-Henri de La Porte du Theil en hérite.
Il passe ensuite successivement à Jacques Leduc (1853), Carré (1886), Edward-Jean-Baptiste Ghesquière (1920), Jacques-Marie de Cambourg (1923), Bernard de La Fosse (1925), John Bryan Robinson (1930), Berthault (1957), Rancher (1958).
Il est inscrit au titre des monuments historiques par arrêté du 24 juin 1942.

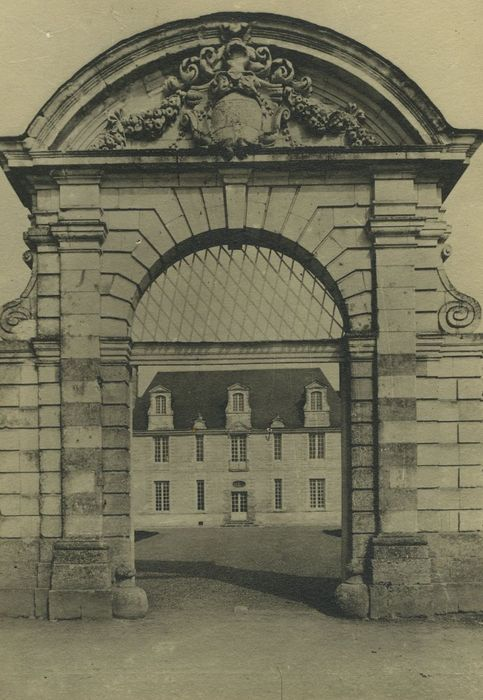
Manoir de la Sagerie - Porche d’accès est, vue générale.
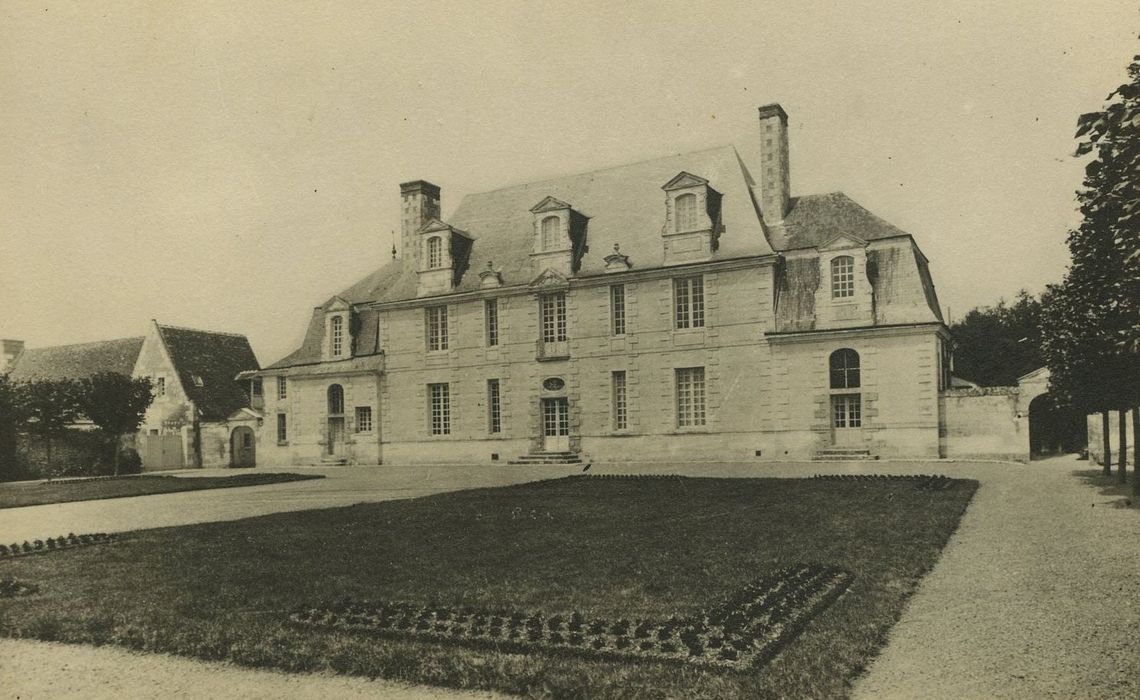
Manoir de la Sagerie - Façade est, vue générale.
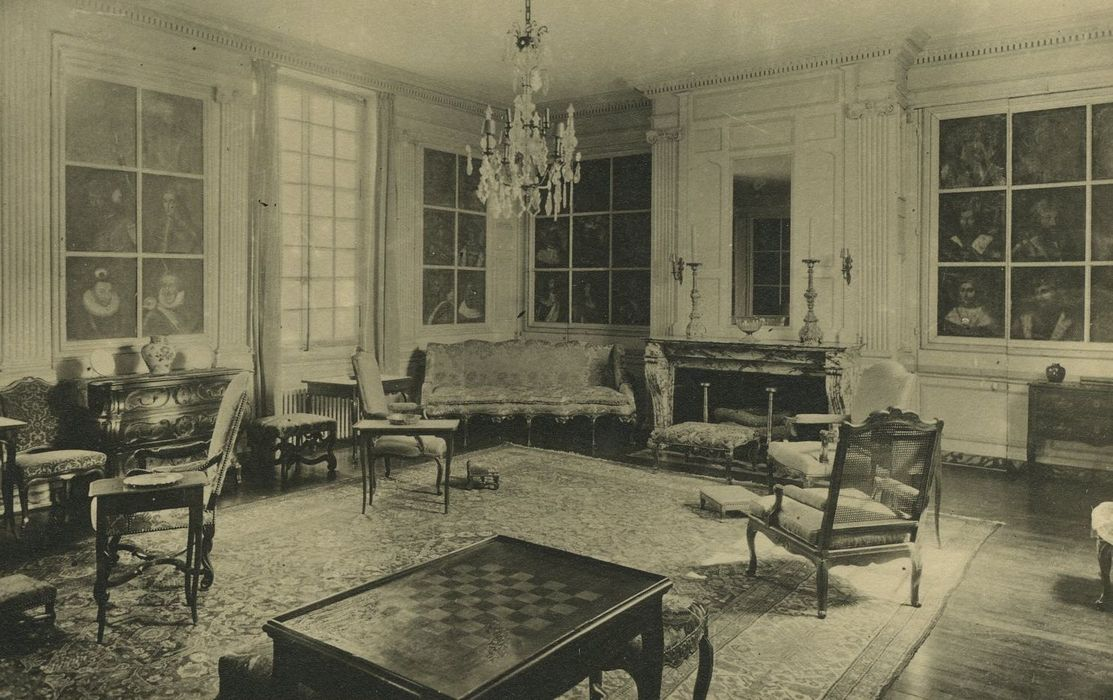
Manoir de la Sagerie - Salon, vue partielle.
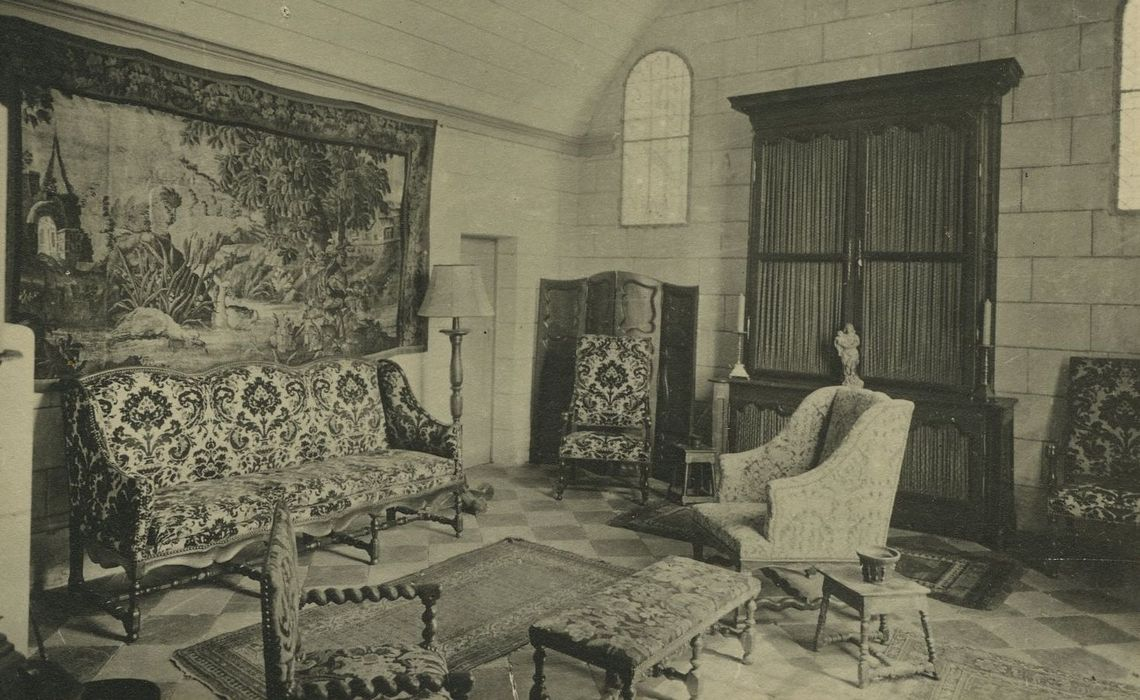
Manoir de la Sagerie - Salon, vue partielle.

## Architecture
Le manoir est composé d'un logis principal, entouré de deux pavillons.
Le portail monumental de la cour d'honneur, en plein cintre à refends, présente en fronton courbe soutenu latéralement par des ailerons et deux pilastres doriques. Les tympans portent des armoiries aujourd'hui dégradées. Le portail principal est accompagné de deux autres plus modestes portails symétriques, donnant sur les communs et dont le couronnement présente un crénelage. 
Le mur d'enceinte est flanqué de tourelles rondes d'angles.